# 中華民國歷屆省市長選舉政黨版圖

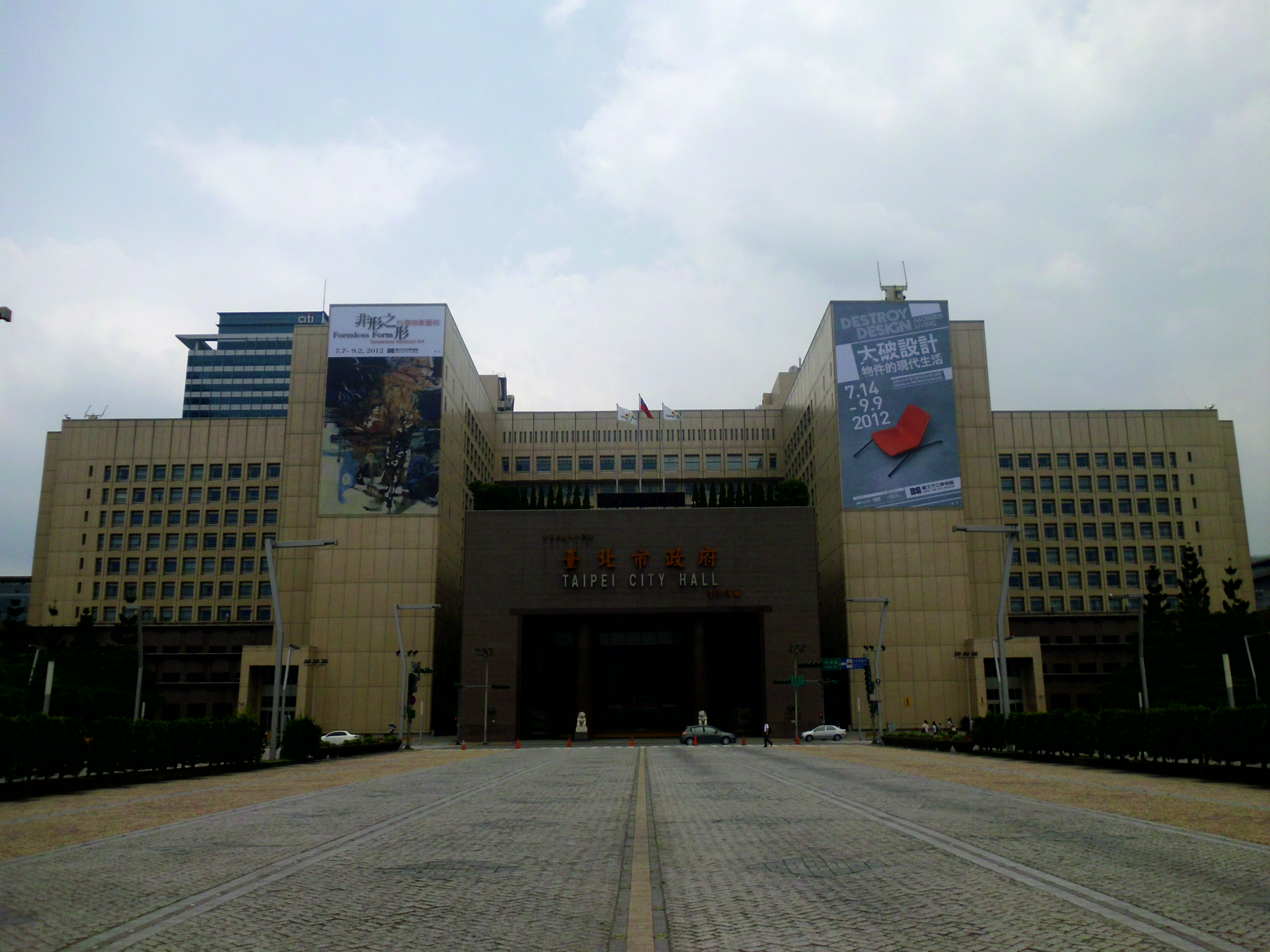
臺北市政府。

臺灣的選舉地理，大多以縣市層級或鄉鎮市區層級的行政區為區域界線劃分，用以探討各區域的選民的政黨偏向，以及對各種政治議題（如統獨問題等）的傾向。在2000年總統大選後，臺灣媒體開始提出「北藍南綠」、「決戰中臺灣」、「藍天綠地」等用詞，用以對臺灣的選舉地理做「概括」、「概略」的統計與整理。
1994年第一屆省市長選舉依據當年公布施行之《省縣自治法》及《直轄市自治法》，省市長首次由公民直選產生。1997年通過《中華民國憲法增修條文》修正案，將省政府改為行政院之派出機關，凍結省級地方自治選舉。2010年，行政院核定原臺灣省轄部份縣市改制直轄市。

## 歷屆當選人黨籍

### 1994年
| 省     | 1994年 |
| ------ | ------ |
| 臺灣省 |        |

### 1994年—2006年
| 直轄市 | 1994年 | 1998年 | 2002年 | 2006年 |
| ------ | ------ | ------ | ------ | ------ |
| 臺北市 |        |        |        |        |
| 高雄市 |        |        |        |        |

### 2010年—2022年
| 直轄市 | 2010年 | 2014年 | 2018年 | 2022年 |
| ------ | ------ | ------ | ------ | ------ |
| 臺北市 |        |        |        |        |
| 新北市 |        |        |        |        |
| 桃園市 | N/A    |        |        |        |
| 臺中市 |        |        |        |        |
| 臺南市 |        |        |        |        |
| 高雄市 |        |        |        |        |

### 屆次
| 直轄市              | 1994年 | 1998年 | 2002年 | 2006年 | 2010年 | 2014年 | 2018年 | 2022年 |
| ------------------- | ------ | ------ | ------ | ------ | ------ | ------ | ------ | ------ |
| 臺北市              | 1      | 2      | 3      | 4      | 5      | 6      | 7      | 8      |
| 新北市              | N/A    | N/A    | N/A    | N/A    | 1      | 2      | 3      | 4      |
| 桃園市              | N/A    | N/A    | N/A    | N/A    | N/A    | 1      | 2      | 3      |
| 臺中市              | N/A    | N/A    | N/A    | N/A    | 1      | 2      | 3      | 4      |
| 臺南市              | N/A    | N/A    | N/A    | N/A    | 1      | 2      | 3      | 4      |
| 高雄市 (縣市合併前) | 1      | 2      | 3      | 4      | N/A    | N/A    | N/A    | N/A    |
| 高雄市 (縣市合併後) | N/A    | N/A    | N/A    | N/A    | 1      | 2      | 3      | 4      |

## 各縣市最高票候選人黨籍
| 縣市別 | 第01屆 |
| ------ | ------ |
| 臺北縣 |        |
| 基隆市 |        |
| 宜蘭縣 |        |
| 桃園縣 |        |
| 新竹縣 |        |
| 新竹市 |        |
| 苗栗縣 |        |
| 臺中縣 |        |
| 臺中市 |        |
| 彰化縣 |        |
| 南投縣 |        |
| 雲林縣 |        |
| 嘉義縣 |        |
| 嘉義市 |        |
| 臺南縣 |        |
| 臺南市 |        |
| 高雄縣 |        |
| 屏東縣 |        |
| 花蓮縣 |        |
| 臺東縣 |        |
| 澎湖縣 |        |

## 選舉地圖
歷屆當選人黨籍
| 1994年省市長選舉   | 1998年直轄市長選舉 | 2002年直轄市長選舉 |
| ------------------ | ------------------ | ------------------ |
|                    |                    |                    |
| 2006年直轄市長選舉 | 2010年直轄市長選舉 | 2014年地方首長選舉 |
|                    |                    |                    |
| 2018年地方首長選舉 | 2022年地方首長選舉 |                    |
|                    |                    |                    |

各縣市最高票候選人黨籍
| 1994年省市長選舉 |
| ---------------- |
|                  |

## 解
1. ↑  選舉地理是社會地理及政治地理的一部分，用以對一個國家各區域的選民素質、選情推定、民意測驗等進行統計分析為主的研究，探討選民對政情反應、社會輿論傾向、選舉制度差異、選區劃分等問題[1]。

表格說明
- 政黨註紀以候選人登記參選時的黨籍為準。
- 中國國民黨、 民主進步黨。
- 屆次由1994年開放省市長民選開始起算。
- 福建省於1956年虛級化。
- 臺灣省於1998年虛級化。
- 臺北縣、臺中縣市、臺南縣市及高雄市縣於2010年改制直轄市。
- 桃園縣於2014年改制直轄市。

### 文獻
1. ↑  About Electoral Geography （英文） （页面存档备份，存于），Electoral Geography.com，於2010年7月24日查閱。
2. ↑  北藍南綠的政黨版圖[永久]，國政評論，內政組特約研究員 王業立，2001年12月11日。
3. ↑  台北更獨 ／南綠北藍 另有真相  （页面存档备份，存于），國政評論，林濁水，2007年11月20日。
4. ↑  省縣自治法第三十五條 （页面存档备份，存于）。
5. ↑  臺灣省政府功能業務與組織調整暫行條例 （页面存档备份，存于）。
6. ↑  縣市改制直轄市資訊網 （页面存档备份，存于）。

### 書目
- 《臺北市第1屆市長選舉實錄》，臺北市選舉委員會，1994年
- 《高雄市議會第4屆議員高雄市第1屆市長選舉實錄》，高雄市選舉委員會，1994年
- 《臺灣省省議會第十屆省議員暨臺灣省第一屆省長選舉臺灣省選舉實錄》，臺灣省選舉委員會，1995年
- 《第4屆立法委員臺北市第2屆市長臺北市第8屆市議員選舉實錄》，臺北市選舉委員會，1998年
- 《第4屆立法委員高雄市第2屆市長高雄市第5屆市議員選舉實錄》，高雄市選舉委員會，1999年
- 《臺北市第3屆市長第9屆市議員選舉實錄》，臺北市選舉委員會，2002年
- 《高雄市第3屆市長第6屆市議員選舉實錄》，高雄市選舉委員會，2003年
- 《臺北市第4屆市長第10屆市議員選舉實錄》，臺北市選舉委員會，2006年
- 《高雄市第4屆市長第7屆市議員選舉實錄》，高雄市選舉委員會，2007年

### 外部連結
- 中央選舉委員會歷次選舉摘要
- 中央選舉委員會選舉資料庫（页面存档备份，存于）
- 國立政治大學選舉研究中心